# Preacher's Daughter
Preacher's Daughter è il primo album in studio della cantautrice statunitense Ethel Cain, pubblicato il 12 maggio 2022 dall'etichetta discografica Daughters of Cain. 
Strutturato come un concept album, il progetto è stato accolto positivamente dalla critica musicale, che, tra le altre cose, ha elogiato le doti di scrittura dell'artista e la sua performance vocale. Per promuovere il disco, Cain ha intrapreso tre tournée musicali tra il 2022 e il 2024: il The Freezer Bride Tour  (2022), il Blood Stained Blonde Tour (2023) e il Childish Behavior Tour (2024).

## Tracce
Testi e musiche di Hayden Anhedönia, eccetto dove indicato diversmente.
1. Family Tree (Intro) – 3:41
2. American Teenager – 4:18 (Hayden Anhedönia, Steven Colyer)
3. A House in Nebraska – 7:46
4. Western Nights – 6:05
5. Family Tree – 7:11
6. Hard Times – 5:03
7. Thoroughfare – 9:28
8. Gibson Girl – 5:42
9. Ptolemaea – 6:24 (Hayden Anhedönia, Matthew Tomasi)
10. August Underground – 3:40 (Hayden Anhedönia, Matthew Tomasi)
11. Televangelism – 3:03
12. Sun Bleached Flies – 7:36
13. Strangers – 5:44

## Classifiche
| Classifica (2025) | Posizione massima |
| ----------------- | ----------------- |
| Australia         | 5                 |
| Austria           | 24                |
| Belgio (Fiandre)  | 11                |
| Belgio (Vallonia) | 63                |
| Canada            | 64                |
| Danimarca         | 38                |
| Finlandia         | 35                |
| Francia           | 176               |
| Irlanda           | 52                |
| Paesi Bassi       | 10                |
| Regno Unito       | 10                |
| Spagna            | 23                |
| Stati Uniti       | 10                |